# Teresa Liszcz

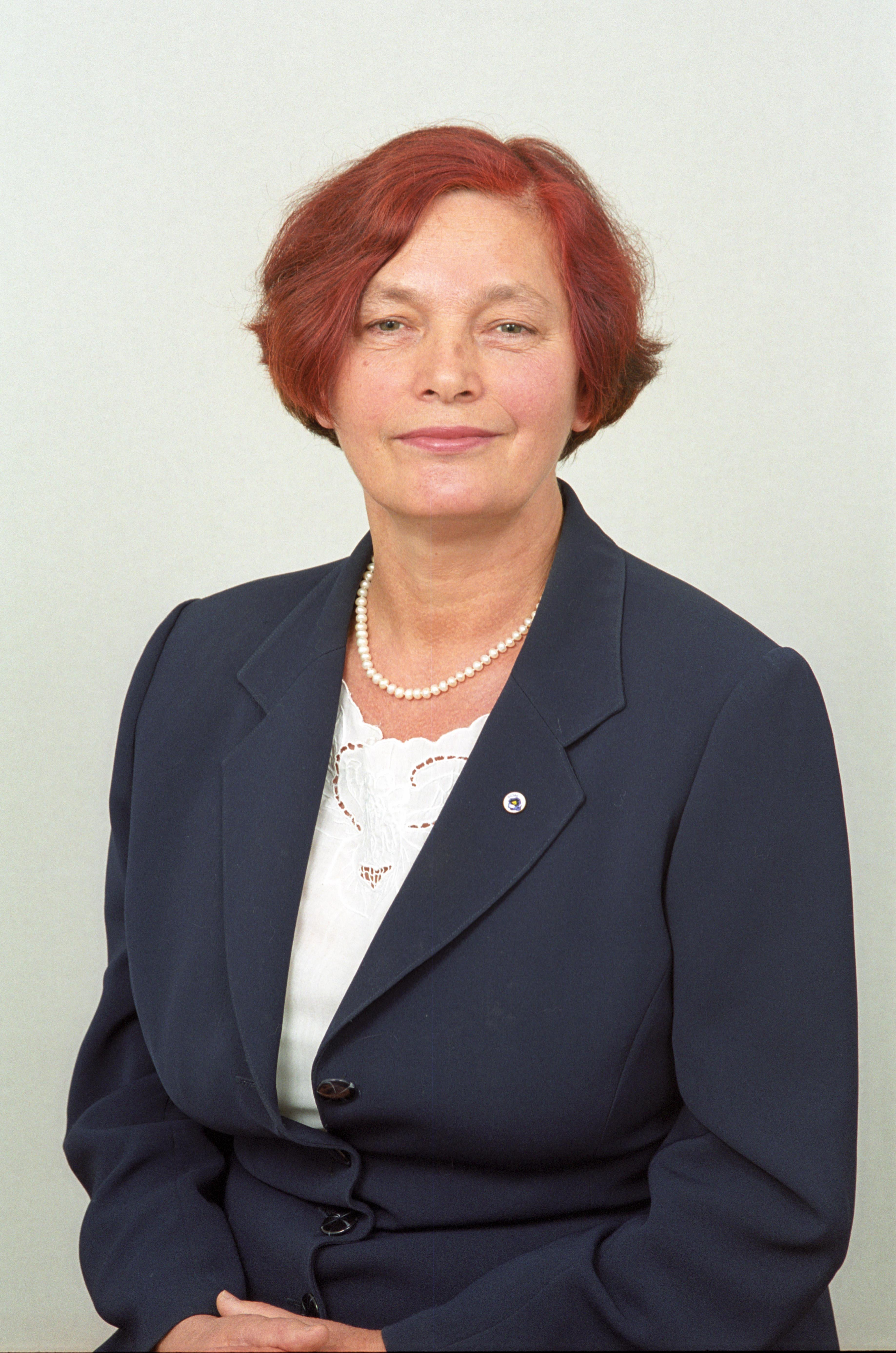
Teresa Liszcz

Teresa Liszcz (* 26. Mai 1945 als Teresa Pezda in Choiny) ist eine polnische Politikerin (ZSL, PC, AWS, PPChD) und Juristin. Sie war von 1989 bis 1993 und von 1997 bis 2001 Abgeordneter des Sejm in der X. (Volksrepublik), I. und III. (Dritte Republik) Wahlperiode. Von 2001 bis 2005 gehörte sie dem Senat der Republik Polen an. Zudem war sie von 2006 bis 2015 Richterin am polnischen Verfassungsgerichtshof.

## Leben und Beruf
Liszcz schloss 1968 ihr Jurastudium an der Maria-Curie-Skłodowska-Universität in Lublin ab. Nach dem Referendariat legte sie 1970 das juristische Staatsexamen ab. 1974 wurde sie promoviert und 1988 habilitierte sie sich an der Universität Łódź. 1992 wurde sie außerplanmäßige Professorin an der Maria-Curie-Skłodowska-Universität und Leiterin der Abteilung für Arbeitsrecht. Sie veröffentlichte über 150 wissenschaftliche Arbeiten zum Arbeitsrecht.
Teresa Liszcz ist verheiratet.

## Politik
Liszcz war von 1968 bis 1980 Mitglied der regimetreuen Lehrergewerkschaft Związek Nauczycielstwa Polskiego (ZNP) und wurde mit deren goldenen Abzeichen ausgezeichnet. Sie leitete den Gründungsausschuss der unabhängigen Gewerkschaft Solidarność an der Maria-Curie-Skłodowska-Universität und engagierte sich im „Zentrum für Bürgerinnitiativen“ der Gewerkschaft. Sowohl in der ZNP als auch in der Solidarność war sie als ehrenamtliche Rechtsberaterin tätig.
Ab 1977 gehörte sie der Blockpartei Zjednoczone Stronnictwo Ludowe (ZSL) an. Für diese wurde sie bei den halbfreien Wahlen zum „Vertragssejm“ 1989 mit Unterstützung der Solidarność auf einem der für die bisherigen Regierungsparteien reservierten Plätze in das Parlament gewählt. Anschließend wurde sie in das Präsidium der ZSL sowie zur stellvertretenden Fraktionsvorsitzenden gewählt. 1990 verließ sie die ZSL und beteiligte sich an der Gründung der Porozumienie Centrum (PC). 1991 war sie unter Lech Wałęsa Staatssekretärin in der Präsidentenkanzlei. Bei der ersten vollständig freien Parlamentswahl 1991 wurde sie für die PC in den Sejm wiedergewählt. Dort war sie Vorsitzende des Gesetzgebungsausschusses. Bei der vorgezogenen Neuwahl im September 1993 scheiterte die PC mit nur 4,4 % an der neu eingeführten Fünf-Prozent-Hürde und sie verpasste den Wiedereinzug in den Sejm. Von 1994 bis 1997 gehörte sie dem Najwyższa Izba Kontroli an. Bei der Parlamentswahl 1997 kandidierte sie auf der Liste des Wahlbündnisses Akcja Wyborcza Solidarność (AWS), an dem sich die PC beteiligt hatte, und kehrte in den Sejm zurück. Dieser wählte sie in den Krajowa Rada Sądownictwa. Als sich Teile der PC mit der Partia Chrześcijańskich Demokratów vereinigten, wurde sie Mitglied des Fusionsprodukts Porozumienie Polskich Chrześcijańskich Demokratów (PPChD). 2001 wurde sie für das Senatswahlbündnis Blok Senat 2001, an dem sich die PPChD über die AWS beteiligt hatte, in den Senat der Republik Polen gewählt. Dort war sie Vorsitzende des Ausschusses für Gesetzgebung und Rechtstaatlichkeit. 2005 verpasste sie die Wiederwahl. 2006 wählte der Sejm sie für neun Jahre zur Richterin am polnischen Verfassungsgerichtshof.